# José Domingo Ocampos
José Domingo Ocampos è un centro abitato del Paraguay, situato nel dipartimento di Caaguazú, di cui forma uno dei 21 distretti, a 245 km dalla capitale del paese, Asunción.

## Popolazione
Al censimento del 2002 la località contava una popolazione urbana di 1.512 abitanti (9.198 nell'intero distretto).

## Caratteristiche
Sorta su una precedente stazione di posta, la località ha visto insediarsi i primi coloni nel 1964, sui terreni di proprietà della società Colonizadora Ocampos S.A., dalla quale ha preso il nome. Il 18 dicembre del 1987 fu elevata alla categoria di distretto, separandosi da Campo 9 (oggi chiamata Doctor J. Eulogio Estigarribia). Le principali attività economiche di José Domingo Ocampos sono l'allevamento e l'agricoltura, in particolare con la coltivazione di agrumi. La maggiore attrazione turistica del distretto è il lago Yguazú.